# دریاس قدیم
| کواترنری    | کواترنری | کواترنری   | کواترنری        | کواترنری        |
| سامانه/دوره | ردیف/دور | اشکوب/عصر  | سن (میلیون سال) | سن (میلیون سال) |
| ----------- | -------- | ---------- | --------------- | --------------- |
| کواترنری    | هولوسن   | مگالاین    | ۰               | ۰/۰۰۴۲          |
| کواترنری    | هولوسن   | نورث‌گریپین | ۰/۰۰۴۲          | ۰/۰۰۸۲          |
| کواترنری    | هولوسن   | گرینلندین  | ۰/۰۰۸۲          | ۰/۰۱۱۷          |
| کواترنری    | پلیستوسن | تارانشین   | ۰/۰۱۱۷          | ۰/۱۲۶           |
| کواترنری    | پلیستوسن | چیبانین    | ۰/۱۲۶           | ۰/۷۸۱           |
| کواترنری    | پلیستوسن | کالابرین   | ۰/۷۸۱           | ۱/۸۰            |
| کواترنری    | پلیستوسن | گلاسین     | ۱/۸۰            | ۲/۵۸            |
| نئوژن       | پلیوسن   | پیاسنزین   | پیش از آن       | پیش از آن       |

دریاس قدیم یا اولدر دریاس (انگلیسی: Older Dryas) یک دوره اقلیمی سرد بین فازهای اقلیمی گرم نوسان بولینگ و نوسان آلرود است که در حدود ۱۴۰۰۰ سال پیش در پایان دور زمین‌شناسی پلیستوسن روی داد. سن این عصر به درستی مشخص نشده و اختلافی ۴۰۰ ساله در برآورد سن آن وجود دارد. ولی بر سر این موضوع که اولدر دریاس حدود ۲۰۰ سال تداوم داشته توافق وجود دارد. فرایند تدریجی گرم‌شدن زمین از زمان آخرین بیشینه یخچالی در ۲۷۰۰۰ تا ۲۴۰۰۰ سال پیش، طی دو دوره سرد قطع شده است. پس از عصر اولدر دریاس، دوره یانگر دریاس وجود داشته است که بازه زمانی تقریبی ۱۲۹۰۰ تا ۱۱۶۵۰ سال پیش را در بر می‌گیرد. در شمال اسکاتلند یخچال‌های طبیعی طی اولدر دریاس نسبت به یانگر دریاس نازک‌تر و عمیق‌تر شده و همچنین شواهدی از وجود گروه‌های انسانی در جزایر بریتانیا دیده نمی‌شود. در شمال غرب اروپا اولدست دریاس نیز شناسایی شده است که یک دروه اقلیمی سرد پیش از اولدر دریاس به‌شمار می‌رود.
سه دوره اقلیمی دریاس (یانگر دریاس، اولدر دریاس و اولدست دریاس) نام خود را از گونه گیاهی گل مبارک کوهی گرفته‌اند که در مناطق شمالگان و آلپی وجود دارد. شواهد این گیاه در نمونه‌های مغزه یخ‌های یخچالی و گیلاب یافت شده و گونه شاخص دوره‌های سرد به‌شمار می‌رود.